# John Bull (componist)

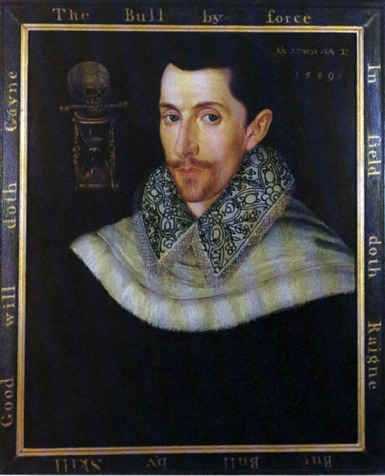
John Bull (componist)

John Bull (circa 1562 - 13 maart 1628) was een in Engeland geboren organist en componist.
John Bull was achtereenvolgens organist van de kathedraal in Hereford en de Koninklijke Kapel in Londen. Hij behaalde de doctorsgraad in de muziek in zowel Cambridge als Oxford. In 1613 ging hij naar Brussel, waar hij organist werd in de aartshertogelijke kapel en later van de kathedraal van Antwerpen, waar hij naast Peter Philips werkte. Bull verliet Engeland nadat hij door zijn controversiële levenswijze in opspraak was gekomen. Hij keerde er nooit meer terug en overleed in Antwerpen.
Bull componeerde gezangen, liederen, koorwerken en een groot aantal composities voor orgel. Zijn composities staan erom bekend dat ze een grote vingervaardigheid van de uitvoerder eisen. Het bekendst zijn zijn vele fantasia's, waarvan verscheidene opnames bestaan. Bull wordt naast William Byrd tot de belangrijkste van de virginalisten uit de Tudorperiode gerekend.
De drie reeksen variaties die Bull op het kerstlied Een kindeken is ons gheboren componeerde, getuigen van de invloed van zijn Vlaamse omgeving in Brussel en Antwerpen en zijn overgeleverd via de kopieën van Guilielmus Messaus, zangmeester van de Sint-Walburgiskerk van Antwerpen en zelf componist van een groot aantal Cantiones natalitiæ, onder meer een zetting van Een kindeken is ons geboren.
- Bibsys: 99031037
- Biblioteca Nacional de España: XX1638998
- Bibliothèque nationale de France: cb13891963f (data)
- Gemeinsame Normdatei: 120297450
- International Standard Name Identifier: 0000 0000 7975 6011
- Library of Congress Control Number: n81016939
- Nationale Bibliotheek van Letland: 000047206
- MusicBrainz: ca013e83-6a0a-4ce1-9b35-baaad4e697e0
- Nationale Bibliotheek van Tsjechië: jn20000601070
- Nationale Bibliotheek van Israël: 987007272438805171
- Nationale Bibliotheek van Polen: a0000001603866
- Nederlandse Thesaurus van Auteursnamen: 070739099
- LIBRIS: 234421
- SNAC: w6t443xh
- Système universitaire de documentation: 083004831
- Virtual International Authority File: 54331967
- WorldCat: E39PBJx8C64DgkrPMb4QrB4Qbd